# BMJ Open
BMJ Open è una rivista medica ad accesso aperto, sottoposta a revisione paritaria e dedicata alla pubblicazione di ricerche mediche di tutte le discipline e ambiti terapeutici. È pubblicata da BMJ e prende in considerazione tutti i tipi di studi di ricerca, dai protocolli alle sperimentazioni di fase I, alle meta-analisi, compresi studi specialistici su piccola scala e studi negativi.
La frequenza di pubblicazione è continua e subordinata a una revisione paritaria aperta. BMJ Open mira a promuovere la trasparenza nel processo editoriale, pubblicando i rapporti dei revisori e lo storico delle versioni precedenti a quella definitiva di pubblicazione.
Il caporedattore è Adrian Aldcroft.

## Indicizzazione
Dal 2014 gli abstract e gli articoli sono indicizzatti da Index Medicus e MEDLINE, cui in seguito si sono aggiunti anche Scopus, Science Citation Index Expanded, PubMed Central, Embase (Excerpta Medica), DOAJ e Google Scholar.
Secondo il Journal Citation Reports, nel 2023 la rivista ha ricevuto un fattore di impatto pari a 2,4. Al 2025 ha avuto un indice H pari a 176.